# Incidente dell'Antonov An-24 di Tarco Air del 2010
L'11 novembre 2010, un Antonov An-24 della Tarco Air in servizio nazionale da Khartoum a Zalingei, in Sudan, si schiantò al suolo in fase di atterraggio all'aeroporto di Zalingei, prendendo fuoco sulla pista. In sei a bordo persero la vita, secondo i rapporti ospedalieri.

## L'aereo
Il velivolo coinvolto era un Antonov An-24 biturboelica con immatricolazione sudanese ST-ARQ. Era stato costruito nel 1970.

## L'incidente
L'aereo era partito dall'aeroporto Internazionale di Khartoum alle 13:27 dell'11 novembre e, dopo uno scalo a Nyala, era arrivato a Zalingei alle 16:18, trovando buone condizioni meteorologiche. L'Antonov atterrò pesantemente sulla pista sterrata 03 di Zalingei, rimbalzò ed ebbe un altro forte contatto con il suolo, causando la rottura del carrello e dei motori. Il carburante proveniente dalla rottura delle ali prese fuoco e l'incendio che ne derivò consumò la maggior parte dei rottami.

## Le indagini
L'Air Accident Investigation Central Directorate (SAAICD) sudanese condusse un'indagine sull'incidente. Rilevò che il registratore dei dati di volo non conteneva alcun dato e che il registratore vocale della cabina di pilotaggio conteneva solo quattro minuti di registrazione, di cui nessuno proveniente dal volo dell'incidente.
La SAAICD attribuì l'incidente alle scarse prestazioni e alla scarsa coordinazione dell'equipaggio di volo nell'esecuzione dell'atterraggio. Vennero formulate quattro raccomandazioni di sicurezza.